# Cyphomyia tomentosa
Cyphomyia tomentosa är en tvåvingeart som beskrevs av Gerstaecker 1857. Cyphomyia tomentosa ingår i släktet Cyphomyia och familjen vapenflugor. Inga underarter finns listade i Catalogue of Life.